# Kleine Gröpelgrube

Die Lage der Kleinen Gröpelgrube (rot markiert)

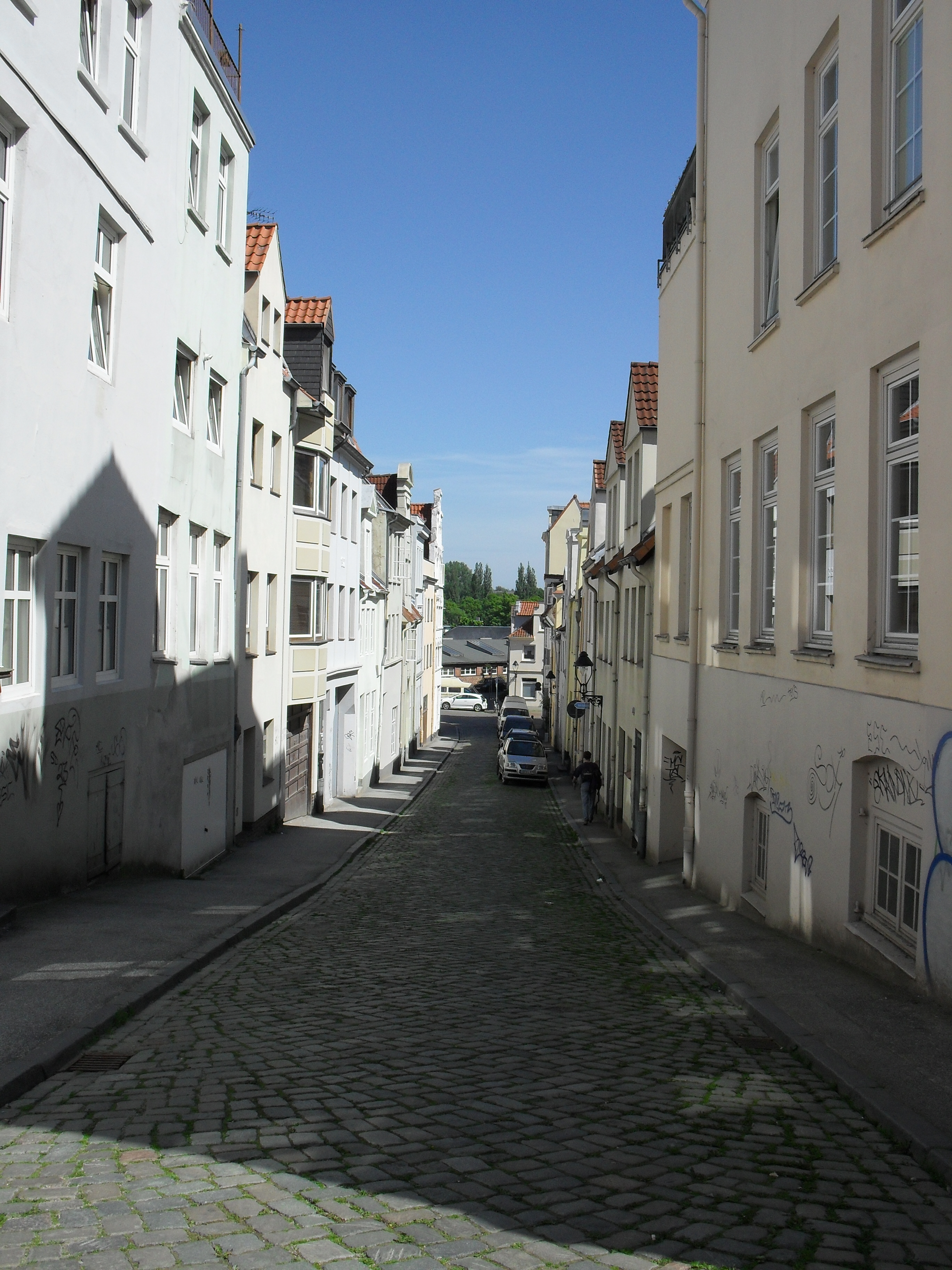
Die Kleine Gröpelgrube, Blick von der Großen Burgstraße hinab

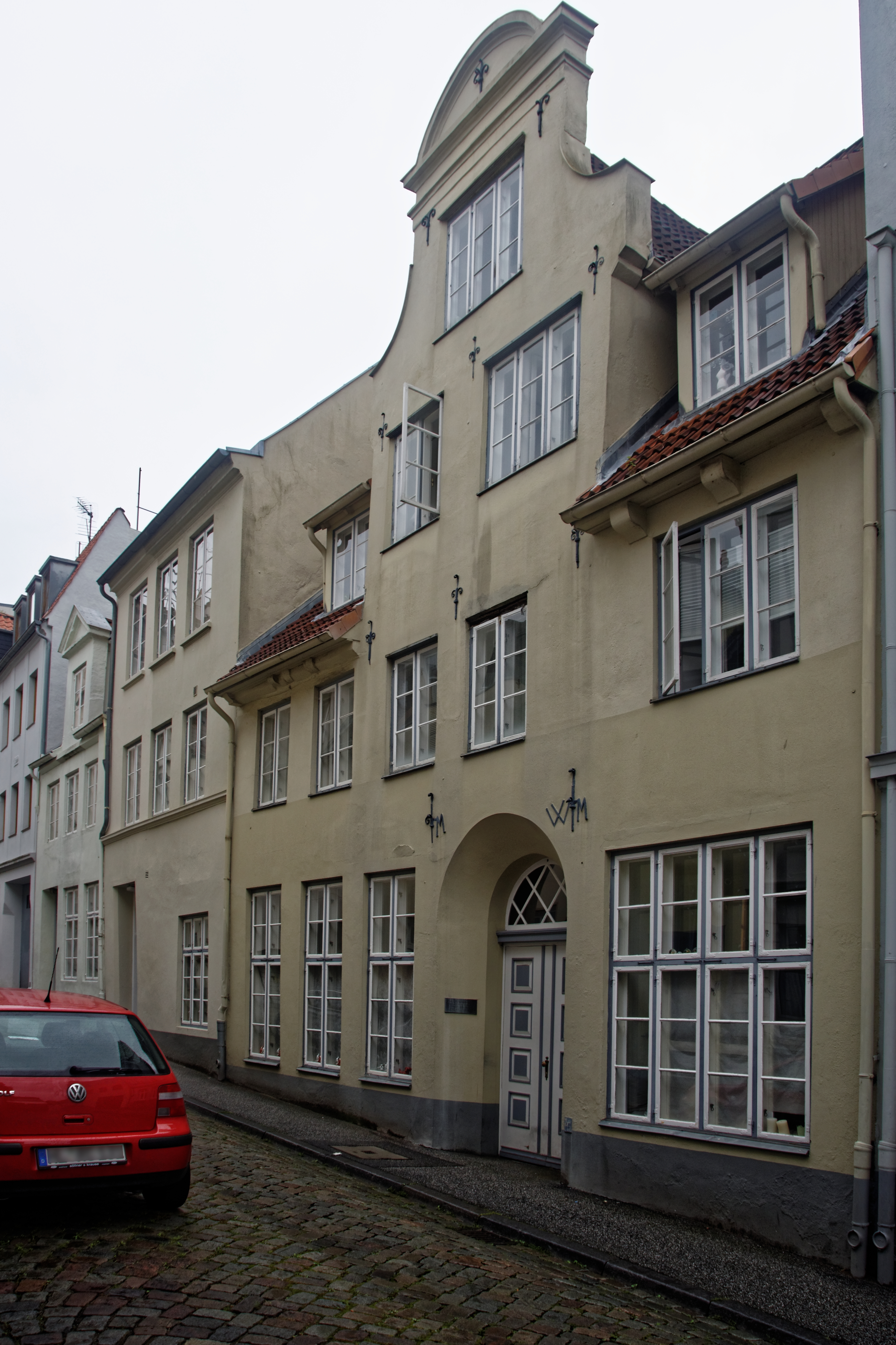
Die Kleine Gröpelgrube 11

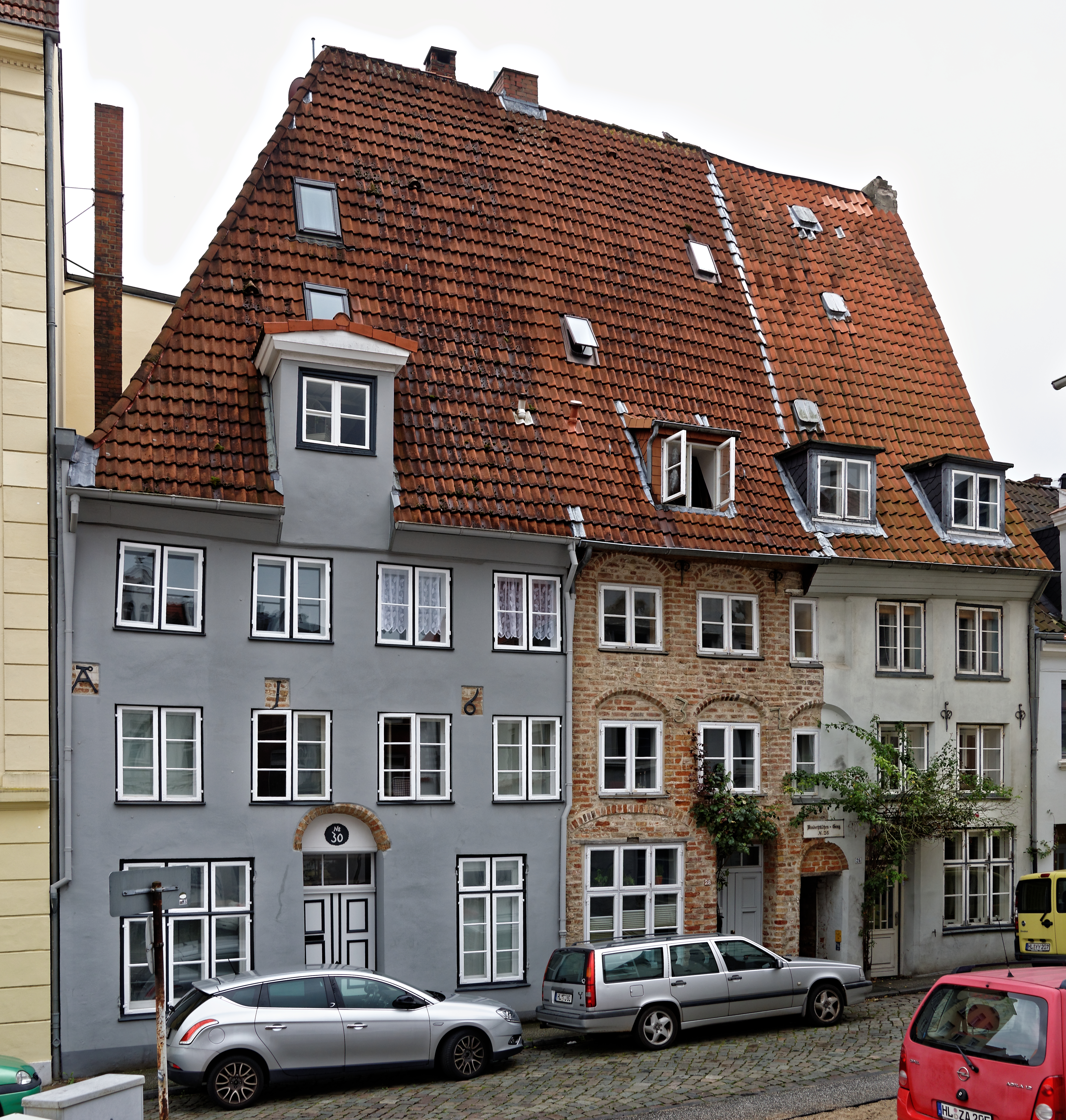
Die Kleine Gröpelgrube 24–30

Die Kleine Gröpelgrube ist eine Straße der Lübecker Altstadt.

## Lage
Die etwa 100 Meter lange Kleine Gröpelgrube befindet sich im nordöstlichen Teil der Altstadtinsel, dem Jakobi Quartier. Sie beginnt an der Großen Burgstraße und führt hangabwärts in Richtung Osten, bis sie beim platzartigen Zusammentreffen mit Wakenitzmauer, Rosenpforte und Rosenstraße endet.

## Geschichte
Der Name der Kleinen Gröpelgrube leitet sich nicht, wie gelegentlich angenommen, von der Grape ab, einem hochbeinigen Kochkessel, der in früheren Zeiten charakteristisch für die Lübecker Küchen war. Der Ursprung liegt vielmehr im Wort Groper, einem alten niederdeutschen Begriff für Töpfer, die sich in der Frühzeit Lübecks in dieser Gegend wegen der vorhandenen Vorkommen an gelbem Ton niedergelassen hatten und die somit zu Namensgebern für die Kleine und Große Gröpelgrube wurden. Die schriftlich dokumentierten Straßennamen belegen diese Herleitung von frühester Zeit an:
- 1297: Parva platea lutifigulorum (lateinisch, Kleine Töpferstraße)
- 1334: Parva Gropergrove (lateinisch-niederdeutsch, Kleine Töpfergrube)
- 1427: Parva ollarum fossa (Kleine Topf-Grube)
- 1456: Lutke Gropengetergrove (eine Fehldeutung, die den Straßennamen auf Grapengießer, also Kesselmacher bezieht)
- 1459: Lütke Gropergrove
- 1608: Gropergrove

Der heutige Name wurde 1852 amtlich festgelegt.

## Bauwerke
- Kleine Gröpelgrube 11: Auf das letzte Viertel des 14. Jahrhunderts zurückgehendes Renaissance-Traufenhaus der ersten Hälfte des 17. Jahrhunderts
- Kleine Gröpelgrube 17: Auf die erste Hälfte des 14. Jahrhunderts zurückgehendes Renaissance-Treppengiebelhaus, errichtet zwischen 1590 und 1610
- Kleine Gröpelgrube 24/26/28/30: Auf das 14. Jahrhundert zurückgehende Renaissance-Reihenhausanlage der ersten Hälfte des 17. Jahrhunderts mit gemeinsamem Dachstuhl. Nr. 24, 26 und 30 um 1800 klassizistisch umgestaltet

## Gänge und Höfe
Von der Kleinen Gröpelgrube gehen folgende Lübecker Gänge und Höfe ab (nach Hausnummern):
- 18: Fünfbuden Gang
- 26: Kinderhüschen Gang